# Biblioteca di Area Umanistica
A Biblioteca di Ricerca Area Umanistica (BRAU) a Nápolyi II. Frigyes Egyetem könyvtára.
Építése a 16. századra tehető. Homlokzatát a 18. században építették. Belsője barokk díszítésű.